# Мардонги
«Мардонги» — философско-сатирическая псевдорецензия российского писателя Виктора Пелевина.
Эпиграф к рассказу: «Слух обо мне пройдет, как вонь от трупа» отсылает читателя к сборнику Бодлера «Цветы зла».

## Содержание
Действие рассказа происходит в 1990-е годы, когда некто Антонов изобретает новую секту. В секте создаётся своеобразный культ смерти, вся жизнь, называемая в секте «первосмертие», рассматривается как подготовка к смерти — «утрупнению». В секте развиты духовные практики, в частности распевание мантры «Пушкин пушкински велик». Образ поэта играет большую роль в секте антоновцев. Другая практика — изучение древней русской культуры. Так, матрёшка становится якобы системой вложенных мертвецов.
После «самореализации» (в обычном языке — смерти) Антонова его «мардонг», то есть труп, превращённый в статую, становится местом паломничества сектантов.
Всё это трупопоклонение ставится под сомнение последней фразой рассказа: «С шоссе открывается удивительный вид».

## Особенности
Тема смерти является центральной, организующей в «Мардонгах». Цель для Пелевина в «Мардонгах» показать чистое отражение воззрений секты, её теоретических трудов и главного деятеля — Антонова, именем которого была она названа, атрибутов членов этого движения и т. п. Исследователи отмечают, что форма рассказа походила на форму реферата.
В произведении используется антитеза «вечное — временное», такая же, по мнению А. В. Биякаевой, используется и в другом рассказе Пелевина «Некромент». Реализуется эта антитеза через ряд образных противопоставлений: Антонов — генерал Крушин; дорога, возле которой установлен мардонг Антонова, — дороги, на которых устанавливали некромодули; мардонги — некромодули, причём к первой части антитезы относится понятие вечности, а ко второй части антитезы — понятие конкретного времени, конкретной эпохи — и в конечном счёте — временного.
По замечанию к.фил.н. Е. Н. Вагнер в диссертации, анализирующей мифы и упоминания А. С. Пушкина, рассказ написан в стиле борхесовских литературно-исследовательских новелл. По мнению О. В. Богдановой, пелевинский постмодернизм имеет предшественником «Пушкинский дом» А. Битова. Вагнер отмечает также сходство понятия «мардонг» с культом Ленина.

## Публикация
Рассказ впервые опубликован в составе первого авторского сборника Пелевина «Синий фонарь» (1991).